# Karma Tshomo
Karma Tshomo (* 10. Oktober 1973) ist eine ehemalige bhutanische Bogenschützin. 

## Karriere
Karma Tshomo nahm bei den Olympischen Sommerspielen 1992 in Barcelona im Einzelwettkampf teil, wo sie den 58. Platz belegte. Mit der bhutanischen Mannschaft belegte sie im Mannschaftswettkampf den 17. Rang.